# No More Heroes (spel)
No More Heroes (ノーモア★ヒーローズ, Nō Moa Hīrōzu) är ett action datorspel för Wii-systemet. Det är regisserat av Goichi Suda (även känd som Suda51), utvecklat av Grasshopper Manufacture och utgivet av Marvelous Interactive Inc., Spike, Ubisoft och Rising Star Games. Spelet var tidigare döpt till Heroes.
Spelet är inte en efterföljare till Suda51:s tidigare spel, killer7, utan är ett helt nytt spel som använder en ny motor. Även om de två spelen har stilistiska likheter har Suda51 sagt att då killer7 fokuserar på politiska frågor är däremot No More Heroes inriktad på sociala.

## Handling
Spelet handlar om en ung man som heter Travis Touchdown. Vilken är en typisk otaku - med ett motellrum dekorerat med wrestling- och animesamlarsaker. Efter att han vunnit sig en laser-katana på en Internetauktion blir han en yrkesmördare. En kväll då han sitter och dricker på en bar, så träffar en ung kvinna som heter Sylvia. Hon är chef för USA:s lönnmördarbyrå. Hon erbjuder Travis ett jobb; att eliminera en mördare. Då Travis har slut på pengar för att köpa videospel och wrestlingvideos accepterar han uppdraget. Travis lyckas besegra den andre mördaren vilket gör att han tar dennes plats som nummer 11 i United Assassins Associationen (UAA), en organisation för yrkesmördare. Han inser snart att han nu riskerar att bli dödad av andra yrkesmördare för att de själva skall få en bättre position. Därför bestämmer han sig för att försöka skydda sig själv genom att uppnå den eftertraktade positionen som nummer 1 i UAA.

## Uppföljare
- No More Heroes 2: Desperate Struggle lanserades i Europa den 28 maj 2010.